# مارتیلا
مارْتیلا (به فنلاندی: Marttila) یک منطقهٔ مسکونی در فنلاند است که در جنوب غرب فنلاند واقع شده‌است.